# 奧弗雷沃倫海崖
72°11′S 3°45′E / 72.183°S 3.750°E
奧弗雷沃倫海崖，是南極洲的海崖，位於毛德皇后地的瑪塔公主海岸，處於費斯特寧加山以南，屬於穆利格-霍夫曼山脈的一部分，由挪威製圖師根據該國探險隊拍攝的測量和空中照片繪入地圖，現時由南極條約體系管理。